# Lê Quang (nhạc sĩ)
Lê Quang (sinh năm 1968) là một nhạc sĩ nhạc trẻ Việt Nam. Ông được biết đến qua một số sáng tác Dòng máu Lạc Hồng, Miền cát trắng, Lời ru tình, Đi về nơi xa, Giọt nước mắt cho đời

## Cuộc đời
Lê Quang sinh năm 1968 tại Sài Gòn. Năm 19 tuổi, ông đi bộ đội Campuchia, sau khi học xong đại học.
Năm 1991, ông đã từng tham gia chơi guitar trong Ban nhạc Da Vàng.
Năm 1997, viết ca khúc Đi về nơi xa.
Ông có khá nhiều ca khúc nổi tiếng, nhưng trong đó có bài hát Dòng máu Lạc Hồng, Đi về nơi xa, Lời ru tình, Miền cát trắng đã được nhiều ca sĩ thể hiện, trong đó thành công nhất là Đan Trường và Quang Vinh.
Ông đã từng nhận giải Mai Vàng dành cho nhạc sĩ vào năm 2002 và 2003, và đoạt hàng loạt giải Làn Sóng Xanh từ năm 2003 cho đến năm 2007.
Sau đó, ông ngừng sáng tác và tập trung cho việc kinh doanh của mình, tuy nhiên, ngoài thời gian rảnh, ông còn viết hòa âm và viết nhạc cho một số bài hát.
Ông theo vợ sang quận Cam, California định cư từ năm 2018. Năm 2019, ông phải cắt bỏ chân phải do bị nhiễm trùng và biến chứng bệnh tiểu đường và phẫu thuật thông mạch máu não vào năm 2021.

## Giải thưởng
- Giải Làn Sóng Xanh cho nhạc sĩ các năm: 2003, 2004, 2005, 2007
- Giải Mai Vàng cho nhạc sĩ các năm: 2002, 2003 và ca khúc Việt Nam 2020 (2010)

## Tác phẩm

### Sáng tác cả nhạc lẫn lời
- 4000 năm rực rỡ gấm hoa
- Anh yêu em
- Bản hùng ca chim Lạc
- Bạn tôi về
- Biển sâu (Ngày hôm qua)
- Bốn mùa và em
- Bước chân thời gian
- Cao nguyên mùa đông
- Chuyện của tôi
- Chuyện thường tình thế thôi
- Chờ anh
- Con đường hoa hồng
- Con đường tình yêu
- Còn mãi tìm nhau
- Cơn mưa dĩ vãng
- Có phải mình mất nhau
- Có phải ta chia tay
- Cho tim em nhớ anh
- Cho em hồn nhiên
- Chờ trên tháng 5
- Chút nắng mùa đông
- Cô bé Tiểu Vy
- Cô đơn đi qua
- Công và Quạ 2001
- Dòng máu Lạc Hồng
- Dòng sông tình yêu
- Dân nước Nam
- Dấu yêu thưở nào
- Đất Việt tiếng vọng ngàn đời
- Đi bên anh mùa xuân
- Đi về nơi xa
- Đợi yêu
- Đêm nhớ em
- Đêm trắng
- Đợi chờ một giấc mơ
- Đời mãi có nhau
- Giấc mơ muôn màu
- Giấc mơ mùa đông
- Giấc mộng yêu thương
- Giấc mơ buồn
- Giấc mơ còn đâu
- Giấc mơ màu xanh
- Giọt lệ đã phai
- Giọt nước mắt cho đời
- Hát cho một tình yêu
- Hát cho anh mùa xuân
- Hát cho tình xa
- Hát ru anh ngàn năm
- Hát vì những niềm đau
- Hát với cô đơn
- Hãy đến bên anh
- Hãy quên một người
- Hãy sống theo những gì con muốn (Lê Quang - Hà Quang Minh)
- Hôn em trong giấc mơ
- Em về
- Em lại về
- Em vẫn hát
- Em đã ra đi
- Em đã bao lần
- Em không còn gì cho anh
- Khi
- Khi nắng mai về
- Không phải vì em
- Khung trời dấu yêu
- Khúc ca cuối cùng
- Kỷ niệm
- Lạc mất em
- Linh thiêng Việt Nam
- Lại một lần nữa
- Lời khó nói
- Lời ru tình
- Lời ru ngàn đời
- Lời từ biệt tình yêu
- Lối mòn
- Mãi mãi như giấc mơ
- Mãi yêu người
- Mùa thu dưới mưa
- Mùa thu lạc loài
- Mùa hạ mãi xa
- Miền cát trắng
- Một ngày đi qua
- Một tình yêu vội vàng
- Muốn nói lời yêu em
- Mặt trời bên kia
- Mặt trời trong em
- Một người đi một người quên
- Một ngày qua
- Một ngày tôi hát
- Mơ những ngày bên nhau
- Mưa trên cuộc tình 3
- Những lời yêu thương
- Những mùa  xuân dịu dàng
- Nỗi buồn con gà trống
- Người qua bóng tối
- Ngàn năm thương nhớ
- Ngày tháng biết buồn
- Người đã lãng quên rồi
- Người yêu ơi tình yêu ơi
- Nhịp đập con tim
- Nắng về theo anh
- Niềm tin chiến thắng
- Sầu thiên thu
- Quên một cuộc tình
- Quanh tôi là bóng tối
- Quanh đời mưa rơi
- Quên đi
- Quên đi ngày yêu dấu
- Phố vắng em
- Rồi anh sẽ quên
- Rơi lệ cho người
- Thế là hết
- Tìm dấu yêu xưa
- Tình băng giá
- Tình mãi theo ta
- Tình xót xa thôi
- Tình mãi sau
- Tình mãi theo ta
- Tình nồng
- Tình ơi về thôi
- Tình quê 1
- Tình quê 2
- Tình về mai sau
- Tình yêu không quay về
- Tình yêu còn lại
- Tình yêu đam mê
- Tình yêu là gì
- Tình yêu lạc lối
- Tình yêu trắng
- Tình yêu vừa ra đi
- Theo bóng hoàng hôn
- Thiên đường mùa xuân
- Thăng Long khát vọng ngàn năm
- Trái tim bình yên
- Trái tim em còn yêu
- Trái tim lỡ lầm
- Trái tim nhân ái
- Trăm năm tình buồn
- Tôi là ai em là ai
- Trò đùa
- Vẫn mãi nơi đây
- Về cuối mùa đông
- Việt Nam 2020
- Việt Nam non nước tôi
- Vòng tay yêu thương
- Xa lắm rồi
- Xin hãy quên đi
- Xin đừng rời xa
- Yêu người trong mộng
- Yêu ta yêu

### Viết lời Việt
- Biệt khúc chờ nhau
- Dấu chân tình nhân
- Dòng sông xưa
- Hương rượu tình nồng
- Kiếp rong buồn
- Mưa trên cuộc tình 1, 2
- Vầng trăng đêm trôi
- Xin một lần thôi
- Yêu trong mộng mơ